# Іраклі Гарібашвілі
Іраклі Гарібашвілі (груз. ირაკლი ღარიბაშვილი; нар. 28 червня 1982, Сігнагі, Кахеті, Грузинська РСР, СРСР) — грузинський проросійський політичний діяч, прем'єр-міністр Грузії з 22 лютого 2021 по 29 січня 2024 року та з 2013 до 2015 року. міністр внутрішніх справ Грузії (25 жовтня 2012 — 20 листопада 2013).

## Освіта
У 2004 закінчив Тбіліський державний університет (міжнародне право і міжнародні відносини) та Університет Париж I Пантеон-Сорбонна. У 2005 році здобув ступінь магістра за спеціальністю міжнародні відносини в Тбіліському університеті.

## Початок кар'єри
У 2004—2005 роках працював менеджером в департаменті логістики «Карту Груп». У 2005—2008 роках — заступник директора департаменту логістики, помічник президента «Карту Груп» Б. Іванішвілі. З 2007 року по травень 2012 року — член наглядової ради «Карту Банк».
До парламентських виборів у Грузії 2012 очолював благодійний фонд Іванішвілі «Карту».

## Політична діяльність
У 2012 році після заснування прем'єр-міністром Грузії Іванішвілі політичного об'єднання «Грузинська мрія — Демократична Грузія» займався підготовкою партії до Парламентських виборів в Грузії, на яких політичне об'єднання перемогло, здобувши 85 місць в парламенті.
25 жовтня 2012 новостворена парламентська більшість партії Грузинська мрія затвердила його міністром внутрішніх справ Грузії.
2 листопада 2013, представляючи Іраклі Гарібашвілі як кандидата на посаду прем'єр-міністра Грузії, чинний на ту мить прем'єр-міністр Іванішвілі заявив: «За один рік Гарібашвілі зумів перетворити грузинську поліцію в культурних поліцейських європейського типу. Тому не випадково, що ця посада передається саме Іраклію. Він цього заслуговує, я і члени моєї команди впевнені, що він стане гідним прем'єр-міністром».
23 грудня 2015 Гарібашвілі під час звернення у прямому ефірі телебачення зробив заяву про складання повноважень голови уряду.
У 2018—2019 роках Гарібашвілі був радником наглядової ради з управління регіональними проектами китайської компанії CEFC China Energy.
8 вересня 2019 року призначений міністром оборони в уряді Георгія Гахарії.
22 лютого 2021 року Парламент Грузії затвердив новий уряд на чолі з Іраклі Гарібашвілі.

## Політика стосовно України
У 2021 році був нагороджений Орденом «За заслуги» І-го ступеня Указом Президента Зеленського.
В березні 2023 року запропонував позбавляти громадянства Грузії осіб, які воюють на боці України.
12 березня 2023 Іраклі Гарібашвілі заявив, що українські політики втручаються у справи Грузії.

## Нагороди

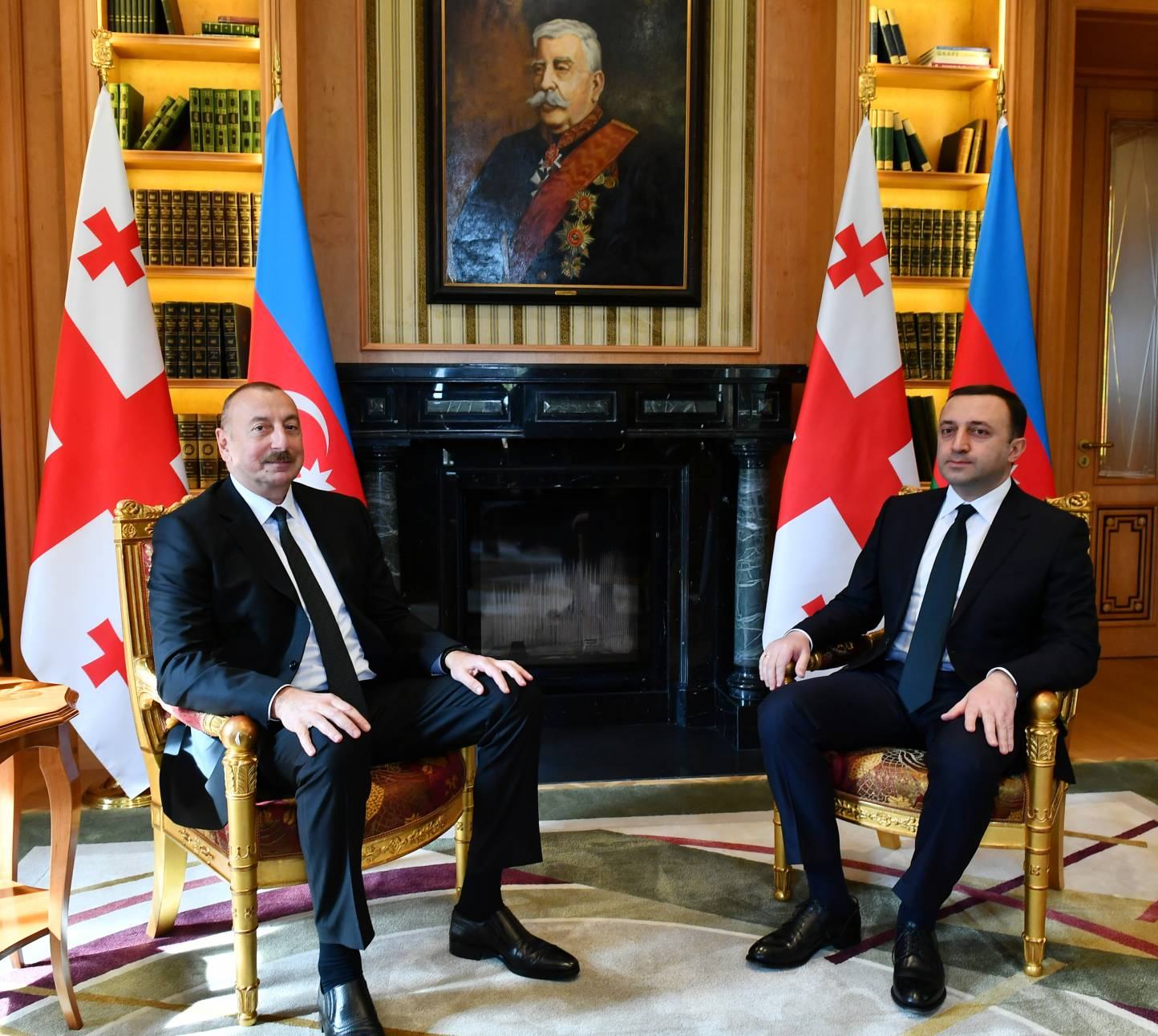
Ilham Aliyev and Prime Minister of Georgia Iraкli Garibashvili held one-on-one meeting

- Орден «За заслуги» I ст. (Україна, 23 серпня 2021) — за вагомий особистий внесок у зміцнення українсько-грузинського міждержавного співробітництва, підтримку незалежності та територіальної цілісності України[7]

## Сім'я
Одружений, дружина Нунука Тамазашвілі (нар. 1983), двоє синів — Ніколоз (нар. 2005) і Андріа (нар. 2010). Його тесть Тамаз Тамазашвілі, колишній генерал міліції, в період правління Саакашвілі був заарештований за звинуваченням у незаконному носінні та зберіганні зброї і вибухових речовин.